# Восточноаукштайтский диалект

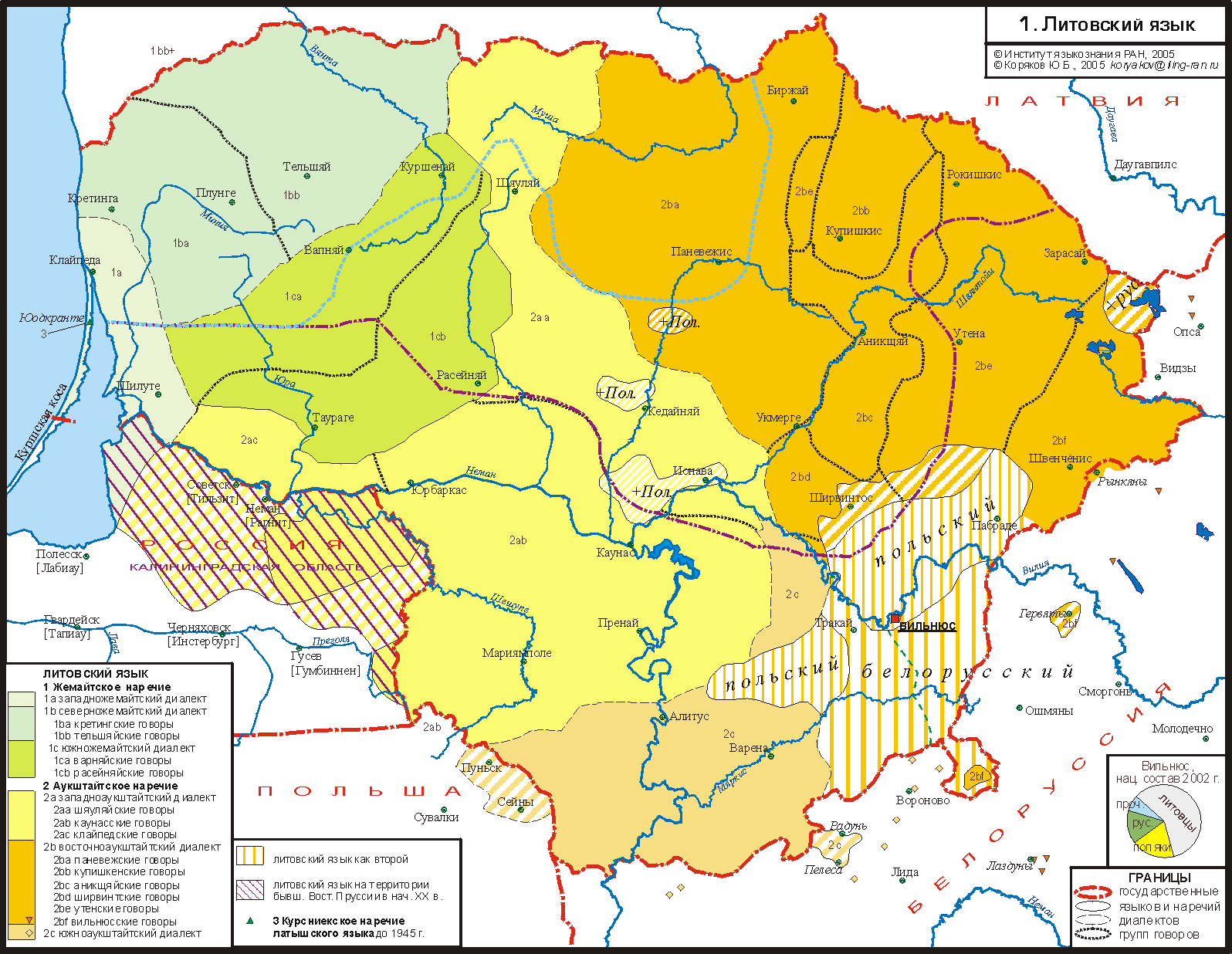
Ареал восточноаукштайтского диалекта на карте распространения литовского языка (по данным классификации 1964 года)

Восточноаукшта́йтский диалект (также северноаукштайтский диалект; лит. rytų aukštaičiai) — один из диалектов литовского языка, распространённый в северо-восточной части территории Литовской республики, а также в некоторых приграничных с Литвой районах Белоруссии и Латвии. Входит вместе с западноаукштайтским и южноаукштайтским диалектами в состав аукштайтского (верхнелитовского) наречия, которое противопоставляется жемайтскому (нижнелитовскому) наречию, включающему западножемайтский, северножемайтский и южножемайтский диалекты.
На основе говоров восточноаукштайтского диалекта в дописьменную эпоху в Вильнюсском крае сформировался аукштайтский интердиалект, известный также под такими терминами как «аукштайтский язык» или «литовский язык». В XVI—XVII веках в области с центром в Вильнюсе развивалась «восточная форма» письменного литовского языка, на ней писали К. Ширвидас и Й. Якнавичюс.
Восточноаукштайтскому ареалу новой классификации соответствуют восточноаукштайтский диалект и восточная часть дзукийского диалекта более ранней классификации.

## Классификация
Восточноаукштайтский диалект подразделяется на несколько групп говоров:
- паневежские (паневежисские) говоры (лит. panevėžiškiai) — распространены в окрестностях Паневежиса, ареал данных говоров образует территорию поздней экспансии восточноаукштайтского диалекта на месте ранее распространённых здесь говоров западноаукштайтского типа;
- купишкисские (купишкенские) говоры (лит. kupiškėnai) — распространены к северу от Купишкиса;
- ширвинтские (ширвинтосские) говоры (лит. šitvintiškiai) — распространены в окрестностях Ширвинтоса;
- аникщяйские (аникщайские, аникшчяйские, аникшяйские) говоры (лит. anykštėnai) — распространены в окрестностях Аникщяя;
- утенские говоры (лит. uteniškiai) — распространены в окрестностях Утены;
- вильнюсские (восточнодзукские) говоры (лит. vilniškiai) — распространены в Восточной Дзукии, в настоящее время сохранились в основном на северо-востоке ареала (Швенчёнис, Игналина и т. д.), на юго-западе почти вытеснены польским и белорусским языками; несколько островных вильнюсских говоров распространены в соседних с Литвой районах Белоруссии (Гервяты, Опса, Лаздуны, Рынкяны).

## Область распространения
Ареал восточноаукштайтского диалекта охватывает северо-восточную часть историко-этнографической области Аукштайтия и восточную часть историко-этнографической области Дзукия.
Согласно современному административно-территориальному делению Литвы, ареал восточноаукштайтского диалекта занимает территорию Паневежского, Утенского и Вильнюсского уездов, а также восточную часть территории Шяуляйского уезда. Крайне восточная часть ареала восточноаукштайтского диалекта расположена в северных районах Белоруссии: возле литовской границы в нескольких населённых пунктах Гродненской и Витебской областей.
Ареал восточноаукштайтского диалекта на севере граничит с областью распространения латышского языка, на востоке — с областью распространения белорусского языка. На юге говоры восточноаукштайтского диалекта (прежде всего вильнюсские) распространены чересполосно с польскими и белорусскими говорами — на этой территории белорусские и польские говоры зачастую численно преобладают над литовскими. С юго-запада к ареалу восточноаукштайтского диалекта примыкает ареал южноаукштайтского (дзукийского) диалекта, с запада и северо-запада — ареал шяуляйских говоров западноаукштайтского диалекта.

## Диалектные особенности
Диалекты аукштайтского наречия классифицируются по различию в развитии исконных сочетаний *an и *en. В восточноаукштайтском диалекте перед взрывными согласными с сохранением носового сонорного согласного на месте *an и *en развились сочетания с долгими гласными [u·], [i·], эти же гласные отмечаются в позиции образования на месте *an и *en чистого носового гласного, позднее утратившего носовой призвук (не перед взрывными, в конце слова): *rankã > [runkà] (лит. литер. rankà) «рука»; *žansis > [žu̾·s’ìs] (лит. литер. žąsìs) «гусь».
В южноаукштайтском диалекте при сохранении сочетаний [an], [ɛn] перед взрывными согласными, в случае утраты носового сонорного согласного, как и в восточноаукштайтском, развились долгие [u·], [i·]: [rankà]; [žu·s’ìs]. В западноаукштайтском при сохранении [an], [ɛn] в случае утраты носового сонорного согласного развились долгие [a·], [e·]: [rankà]; [ža·s’ìs].
Те или иные восточноаукштайтские говоры характеризуются местными специфическими диалектными явлениями. Например, в купишкенском говоре /ɛ/ литературного языка в конце слова или перед непалатализованным согласным произносится как [a], а /ē/ — как [a·]: [ba] (лит. литер. bè [b’ɛ̀]) «без»; [bárnas] (лит. литер. bérnas [b’ɛ́.rnas]) «парень».
Для восточноаукштайтских островных говоров Белоруссии, характерны такие черты, как наличие адессива и аллатива, в окончаниях которых отмечается переход p > k (dukterik при лит. литер. pas dukterį «у дочери»). Данные говоры относятся к вильнюсскому ареалу, который характеризуется широким распространением славянских инноваций.
В латвийской Цискади, и особенно в Латгалии распространены вильнюсские говоры, близкие говорам Дукштаса, Римши, Игналины. Для них характерны такие черты, как наличие c, dz на месте č, dž литературного языка; [ã·] на месте литературной /o/. Формирование аникшчяйско-купишкенских говоров с ē̃ > ā̃ перед слогом с гласными заднего ряда связывают с селонским субстратом.